# Альберто Асколі
Альберто Асколі (італ. Alberto Ascoli; 15 серпня 1877, Трієст — 28 вересня 1957, Мілан) — італійський бактеріолог, патолог, гігієніст, хімік, відомий відкриттям діагностичної реакції при сибірці.

## Біографічні відомості
Народився в сім'ї Аннібала Асколі та Іди Беллі. Його два брати Мауріціо і Джуліо стали відомими лікарями і науковцями. Альберто також вибрав медичну освіту. Навчався медицині у Відні, Марбургу та Павії. Став доктором медицини в 1902 році. Деякий час пропрацював асистентом на добровільних засадах в університетському інституті акушерства та гінекології в Павії, потім працював у Мілані техніком (препаратором) з 1903 по 1919 рік в закладі гінекології. Асколі вявив пристрасті і хист до біохімічних досліджень, швидко набувши відмінну спеціальну підготовку та ставши одним із піонерів у цій галузі в Італії. У 1906 році він обійняв посаду вільного викладача фізіологічної хімії. У 1906 році він був одним із засновників часопису «Biochimica e terapia sperimentale», першим італійським журналом, який публікував роботи з біохімічної хімії. Надалі Асколі був редактором часопису протягом багатьох років. Одночасно там же був заступником директора інституту сироваткової терапії. У 1907 році він був габілітований на фізіологічну хімію в Павії. У Міланському інституті він провів деякі з найважливіших досліджень і досяг наукових досягнень своєю роботою по сибірці та відкривши реакцію термопреципітінів. У 1910 році він отримав викладацьку посаду у Вищій школі ветеринарної медицини («Scuola Superiore Medicina Veterinaria») в Модені. З тих пір він покинув людську медицину, його наукова діяльність проходила у галузі ветеринарії. Тоді ж він вивчав та запровадив у клінічну і ветеринарну практику антиалергійні сироватки. У 1911 році він написав і опублікував перший в Італії посібник з імунології (Elementi di sierologia). У 1915 році він став професором гігієни, охорони здоров'я та інспекції м'яса у Вищій школі ветеринарної медицини. У 1924 році був призначений у Королівський ветеринарний інститут у Мілані. Саме тоді він впритул зайнявся пропагуванням отриманої у Франції Кальметом і Джереном вакцини проти туберкульозу. Він проводив також численні дослідження туберкульозу в тварин. Упродовж 1937-1938 років був членом ради директорів Міланського університету.
Однак у 1938 році, після прийняття расових законів владою Муссоліні, він був змушений залишити Італію, переїхавши до Сполучених Штатів Америки, де його навички як вченого, так і дослідника були широко відомі. Працював у американських вищих навчальних закладах, зокрема в Університеті Мідлсексу в Уолтані, штат Массачусетс, з 1940 по 1943 роки, в Університеті Рутгерса в Нью-Брансвіку з 1944 по 1946 роки, в Департаменті охорони здоров'я та профілактичної медицини Нью-Йоркського університету з 1946 до 1947 року.
Повернувся до Італії в 1947 році, був відновлений на службі та на посаді повного професора загальної патології та патологічної анатомії на факультеті ветеринарної медицини Міланського університету. Обіймав посаду до 1952 року, коли вийшов на пенсію за віком обмеження, отримавши звання почесного професора.
В останні роки свого життя він намагався довести існування антитоксичної і бактеріостатичної сили жовчі бика на збудник туберкульозу. Під час його тривалої і напруженої кар'єри як вченого, так і вчителя Асколі отримав численні високі нагороди в Італії та за кордоном, брав активну участь у національних та міжнародних наукових конгресах і конференціях, був членом важливих італійських та іноземних наукових товариств.
Він був удостоєний ордена Почесного Легіону, був нагороджений золотою медаллю уряду Італії, золотою медаллю міста Мілан як почесний громадянин, срібною печаткою міста Трієста. Асколі отримав премію Антоніо Фелтрінеллі в 1954 році.
Він одружився з Паолою Сегре, з якою мав двох синів, Іда та Джуліо.

## Вибрана бібліографія
- Über die Reinzüchtung des Bangschen Bacillus in Medical Microbiology and Immunology; Dicembre 1913
- Die Anachorese: Ein biologischer Vorgang
- Die Praezipitindiagnose bei Milzbrand.; 1911
- Grundriss der Serologie; 2. Auflage; Wien, 1915 (з Рудольфом Гофманном)
- Elementi di Sierologia Milano Stab. Stucchi Ceretti & C. 1912
- Die Thermopräzipitinreaktion. Wien, Safár, 1922.
- La Chimica del sistema nervoso centrale durante lo sviluppo del bambino normale e patologico. Milano : Ist. ed. scientifico, 1926. (з Марко Бергаміні)
- Tuberkulose (Impfung) : Elfter Internationaler tierärztlicher Kongress, London, August 1930.
- Alberto Ascoli: EVALUATION OF B.C.G // Can Med Assoc J. 1947 August; 57(2): 157—161. PMC 1590604